# Contea di Hejing
La contea di Hejing (和静县S) è una contea della Cina, situata nella regione autonoma di Xinjiang e amministrata dalla prefettura autonoma mongola di Bayin'gholin.